# Paragonimus westermani
Paragonimus westermani Kerbert, 1878 (česky motolice plicní, anglicky lung fluke) je parazitem člověka, masožravců a prasat, který se lokalizuje v plicích. Patří do kmene Platyhelminthes, třídy Trematoda (motolice) a vývoj probíhá přes 2 mezihostitele. Způsobuje závažné plicní onemocnění člověka a zvířat zvané paragonimóza.